# Lovemore Madhuku
Lovemore Madhuku (Chinpinge, Colònia de Rhodèsia, 20 de juliol de 1966) és un activista polític i dels drets humans de Zimbàbue.

## Formació
Va assistir a la Universitat de Zimbàbue (UZ), on va obtenir el títol de llicenciat en Dret en 1990. Després va viatjar al Regne Unit per estudiar a la Universitat de Cambridge i va obtenir un Master of Law el 1994 i doctorat el 1999. En 2010 va publicar el llibre An Introduction to Zimbabwean Law. Va treballar com a professor a la UZ en 2011.

## Activisme
Madhuku és membre fundador de la National Constitutional Assembly (NCA), un grup a favor de la democràcia aliat del Moviment pel Canvi Democràtic de Morgan Tsvangirai. El grup s'oposa al govern d'un sol partit del president Robert Mugabe i vol establir una constitució democràtica. Madhuku fou el seu vicepresident de 1997 a 2001 i president de 2001 a 2011. En 2000 va ajudar a derrotar una constitució introduïda per Mugabe en un referèndum nacional. Mugabe va descriure les activitats de Madhuku com a "oportunisme", afirmant: "Hi ha alguns activistes fraudulents de drets humans com Lovemore Madhuku i la seva NCA que, quan es va trencar, van provocar intencionalment a la policia per tal de ser arrestats i recaptar diners dels donants. Com a tal, atrauen fàcilment l'atenció de la línia de mitjans internacionals CNN, BBC sobre res. Aquesta és l'estratègia de supervivència de Madhuku per vosaltres".
Al novembre de 2001, Madhuku va ser detingut sense càrrecs per convocar una manifestació després que soldats suposadament estrangulaven a un estudiant i el van llençar d'un tren. Segons el periodista Geoffrey Nyarota, Madhuku també estava sotmès a una campanya de fustigament pels mitjans de comunicació estatals. Madhuku ha afirmat que la casa al seu país es va incendiar i la seva casa a Harare va patir danys per atacs. Al febrer de 2004, va ser arrestat durant una protesta, batut i deixat per mort als afores de Harare. En recuperar-se, va declarar: "No serem dissuadits pels cops i la crueltat d'aquest règim. només ens pot detenir matant-nos". A l'octubre del mateix any, el govern de Mugabe va introduir un projecte de llei al parlament per prohibir a les organitzacions no governamentals, inclosa la NCA. En novembre de 2006 fou acusat d'organitzar una protesta il·legal, però posteriorment un magistrat va desestimar els càrrecs. La policia el va agredir novament al març de 2007, trencant-li el braç i deixant-li talls al cap i al cos.
Va ser convocat a judici novament el 2011 pel seu lideratge de les protestes de 2004, provocant protestes internacionals.
Madhuku va ser reelegit com a president de la NCA el 2006 en circumstàncies controvertides, ja que havia modificat la seva constitució per estendre el seu mandat. Segons Radio Netherlands, Madhuku va ser criticat especialment per servir diversos mandats després d'haver criticat a Mugabe per haver complert més de dos mandats en el càrrec. Va completar el seu mandat final com a president del grup el 2011.

## Premi al Coratge Civil
Madhuku fou guardonat en 2004 amb el Premi al Coratge Civil per la Train Foundation, compartida amb l'activista iranià Emadeddin Baghi. No va poder assistir a la cerimònia a causa de la proposta de prohibició de la NCA, i enviar Nyarota a acceptar-lo en el seu nom juntament amb Godfrey Nyamukuwa.